# 分注

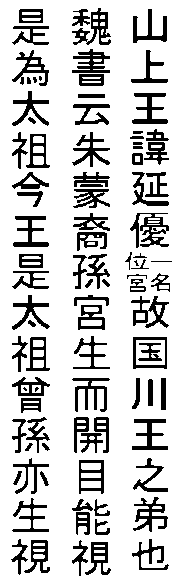
分注の一例：『三国史記』高句麗本紀山上王前紀。「一名位宮」が分注されている。

分注（分註、ぶんちゅう）は、注釈の方法の1つ。縦書きに限って行われ、本文の途中に、本文の文字よりも小さな文字で2行に分けて挿入される。割注（割註、わりちゅう）ともいう。

## 漢文
漢文の章の中に、本文の文字よりも小さな文字で書かれた注釈である。分注は、本文の記述に対して、字義の注釈や字音を表すための反切などや異説を述べたりする必要がある場合に、本文の可読性を損なわずに注釈であることを明確にしながら注記を表すのに用いられる。
フォントサイズは本文の半分で、本文の1文字のマスに、4文字入る。

## 日本語
現代日本語では、訳注（翻訳文の中で訳者が書いた注記）によく使われる。
上下は丸括弧「 ( ) 」で囲まれ、文になっている場合も最後の句点「。」は省かれる。フォントサイズは半分より大きく、行の左右にはみ出る。

## 特徴
脚注・文末注などに比べ、注釈文が本文のどの部分に対するものであるかを示す機能には優れるが、本文の可読性は劣る。